# ГТ-С
ГТ-С — советский гусеничный транспортёр-снегоболотоход. Заводское обозначение: ГАЗ-47.
К разработке ГАЗ-47 (жаргонное название у геологов Северо-Востока Якутии — «Степанида») конструкторский коллектив под руководством С. Б. Михайлова приступил в 1950 году, при проектировании использовался опыт производства на Горьковском автозаводе во время Великой Отечественной войны лёгких гусеничных танков Т-60, Т-70.
Транспортер ГАЗ-47 представлял собой снегоболотоходную гусеничную машину и предназначался для применения в особо тяжёлых дорожных и климатических условиях для перевозки людей и грузов, буксировки прицепов, при проведении геологоразведочных изысканий, при строительстве и обслуживании нефтегазопроводов, линий электропередачи и связи, проведении поисковых и аварийно-спасательных работ и других потребностей армии и народного хозяйства.
К особенностям компоновки транспортёра относятся переднее расположение моторного отделения вместе с агрегатами трансмиссии, а также переднее расположение ведущих колёс. ГАЗ-47 имел сварной цельнометаллический корпус, состоящий из моторного отделения, закрытой двухдверной кабины и открытой грузовой платформы со съёмным тентом. Машина оснащалась одноимённым бензиновым двигателем семейства ГАЗ-11 мощностью 70 лошадиных сил, который на модификации ГАЗ-47А был заменён на ГАЗ-61 мощностью 85 л. с. Ходовая часть ГТ-С состояла из пяти обрезиненных опорных катков, гусеницы и ведущего колеса с каждой стороны машины. Задние (пятые) опорные катки одновременно являются направляющими колёсами.
Транспортёр грузоподъёмностью 1 тонну имел низкое удельное давление на грунт, что обеспечивало высокую проходимость по самому глубокому снегу.
В 1959—1960 годах гусеничный транспортёр ГАЗ-47 принимал участие в Антарктическом внутриконтинентальном переходе на санно-гусеничных поездах по маршруту между станциями Мирный — Пионерская — «Восток-1» — Комсомольская — «Восток» — Амундсен-Скотт (Южный географический полюс).
Транспортёр выпускался на Горьковском автозаводе с 1954 по 1964 годы.
В дальнейшем на базе ГТ-С были разработаны и производились гусеничный снегоболотоходный плавающий транспортёр-тягач ГТ-СМ (ГАЗ-71) и штабная версия транспортёра ГТ-С — ГАЗ-47А.
В июле 1951 года начались работы по созданию снегоболотохода ГАЗ-47, ставшего этапным в развитии отечественного вездеходного транспорта.
В годы Второй мировой войны в страну Советов в счёт союзных поставок прибыло несколько канадских снегоходов фирмы Bombardier. Итогом их изучения стало создание горьковским инженером М. В. Веселовским (смотрите «Биржу плюс авто» №№ 8, 11, 16, 19, 24 за 1999 год) отечественного аналога — снегохода С-20, а позднее и первых снегоболотоходов С-21 и С-22. С-22, построенный в 1950 году, обладал вполне устраивающей военных проходимостью, но, будучи построенным в кустарных условиях, не обладал должной надёжностью и технологичностью в серийном производстве.
Созданный автозаводскими конструкторами полугусеничный автомобиль АП-41, хотя и проектировался по тому же заданию, никакой конкуренции С-22 составить не мог, и в процессе совместных приёмосдаточных испытаний больше буксировался за машиной Веселовского, нежели ездил по целине самостоятельно. (смотрите «Биржу плюс авто» № 5 за 1999 год).
Сложившаяся ситуация заставила немало поломать голову как военное, так и государственное руководство. Проблему обсуждали на самом верху, и 3 июля 1951 года замминистра автотракторной промышленности Гарбузов позвонил на ГАЗ и сообщил о принятом руководством страны решении — автозаводцам надлежало до конца года сдать на испытания три опытных гусеничных снегоболотохода. На ГАЗе обдумали заманчивое предложение и 5 июля отправили в столицу ВЧ-грамму о невозможности выполнения задания в полном объёме в указанные сроки. Гарбузов вернул ВЧ-грамму с резолюцией: «Проектом постановления (Совмина - А. К.) предусмотрено изготовить три образца к 1 января. Приступите к исполнению».
Само постановление № 2763—1323 вышло 1 августа. 13 августа военные утвердили требования на вездеход, повергшие главного конструктора ГАЗа Липгарта в некоторое смятение, что побудило его в нарушение требований секретности обратиться за консультацией к М. В. Веселовскому. В состоявшейся 22 августа беседе Веселовский ответил на вопросы Липгарта, но, сочтя свои интересы несколько ущемлёнными, отправил в столицу письмо с изложением своего взгляда на решение проблемы.
В Москве идею организации совместной комиссии из сотрудников автозавода и политеха, где совместно с А. Ф. Николаевым, С. В. Гориным, Л. Р. Полем и С. В. Рукавишниковым конструировал вездеход Веселовский, не только отвергли, но и отказали Михаилу Викторовичу в ознакомлении с требованиями на будущую машину, однако выслали на ГАЗ литературу по иностранным вездеходам и имевшиеся у военных материалы по снегоболотоходам, созданным Веселовским.
Ведущим конструктором по вездеходу, получившему заводское обозначение ГАЗ-47 и военное ГТ-С назначили С. Б. Михайлова. В разработке участвовали И. А. Сандалов, О. Г. Муро, И. Л. Юрин, С. Г. Зислин, К. Ф. Катушев, В. П. Рогожин. Общее руководство осуществлял А. А. Липгарт.
С. Б. Михайлов, занявшись ГТ-С, критически оценил конструкцию С-21 и С-22. Скомпоновав двигатель и трансмиссию в передней части машины, он получил возможность разместить грузовую платформу на уровне пола, что позволило снизить массу машины, повысить устойчивость и уменьшить силуэт. Применение несущего (как на АП-41) ленивца также дало дополнительное снижение веса, хотя и заставило немало поломать голову при излечении его «детских болезней» впоследствии.
Работы по ГАЗ-47 велись в темпах военного времени, и согласно приказу директора завода Веденяпина от 18 октября три машины планировалось изготовить уже к 20 декабря — с опережением графика. К 24 октября изготовили полноразмерный деревянный макет вездехода, на котором отработали основные узлы, а 25 октября сдали на производство первые чертежи.
Заводские испытания всех трёх машин начались 1 января 1952 года и длились до 5 февраля.
Государственные испытания проходили в два этапа: зимние- с 12 марта по 19 апреля по маршруту Воркута — Усть-Кара — Амдерма и летние — с 9 мая по 30 июня в районе Архангельск — Пинега — Мезень. Вездеходы двигались по заснеженной местности, арктической тундре и ледовому покрову Карского моря, буксируя артсистемы массой от 1150 до 1725 кг. Испытания проходили главным образом путём совершения длительных форсированных маршей продолжительностью до 7 дней.
Пока шли зимние испытания ГТ-С, на ГАЗе построили для отработки плава четвёртый вездеход. Применённые на нём гидродинамические кожухи оказались весьма удачными. К майским праздникам в Заполярье к своим коллегам Итальянцеву, Рейкину, Дубинину и другим, захватив совершенно неподъёмные кожухи, приехал В. П. Рогожин. Но, засидевшись в первую походную ночь до двух часов у костра на берегу Северной Двины, автозаводцы обсуждали не ход испытаний ГТ-С, а внушавшие серьёзные опасения события, происходившие в родном городе, — учинённый по навету одного из «старых коммунистов» разгром, по своим масштабам сравнимый лишь с «великими посадками» 1930-х годов.
Меж тем испытания продвигались, и в написанном военными заключении было отмечено шесть дефектов по двигателю, три по трансмиссии, четыре по ходовой части, семь по корпусу, кабине, платформе, оборудованию. Тем не менее стало ясно, что вездеход получился. 1 октября 1952 года было издано распоряжение СМ СССР № 25556-рс «О разработке гусеничных транспортёров ГТ-С» и уже 4 октября 1952 года Минавтопром СССР приказом № 199С обязал ГАЗ выпустить опытную партию из 10 машин с устранением в головном образце обнаруженных дефектов.
Доводка и освоение в производстве шли весьма трудно и первые серийные машины вышли из заводских ворот во второй половине 1955 года. Без малого полтора десятка лет ГТ-С были подлинно рабочими лошадками Севера. Совершенствование ГТ-С непрерывно продолжалось. На его основе было создано большое число военных и гражданских модификаций, а количество экспериментальных версий трудно поддаётся даже простому перечислению.